# Неудачница
«Неуда́чница» (англ. Benched) — американский комедийный телесериал, созданный Микаэлой Уоткинс и Дэймоном Джонсом и рассказывающий об успешном корпоративном юристе, которая после нервного срыва становится общественным защитником. Шоу, главные роли в котором исполнили Элиза Куп и Джей Харрингтон, транслировалось на телеканале USA Network с 28 октября по 30 декабря 2014 года.
14 января 2015 года USA Network закрыл сериал после одного сезона.

## В ролях

### Основной состав
- Элиза Куп — Нина Уитлей
- Джей Харрингтон — Финн Куинлан
- Оскар Нуньес — Карлос
- Джолин Парди — Мика
- Картер Макинтайр[англ.] — Трент Барбер

### Второстепенный состав
- Мария Бэмфорд — Шерил
- Джек Макги — Берт
- Гари Энтони Уильямс[англ.] — Джоффри
- Седрик Ярбро[англ.] — Моррис
- Питер Спруйт — Ларри
- Фред Меламед[англ.] — судья Дон Нельсон
- Катрин Рейтман — Дебби

## Эпизоды
| №  | Название                                                                | Режиссёр         | Автор сценария                 | Дата премьеры   | Зрители в США (млн) |
| -- | ----------------------------------------------------------------------- | ---------------- | ------------------------------ | --------------- | ------------------- |
| 1  | «Pilot» «Пилот»                                                         | Майкл Фреско     | Микаэла Уоткинс и Дэймон Джонс | 28 октября 2014 | 0,87                |
| 2  | «Downsizing» «Сокращение»                                               | Клэр Сканлон     | ЭндиБерман                     | 4 ноября 2014   | 0,98                |
| 3  | «Hooked & Booked» «Зацепить и заказать»                                 | Клэр Сканлон     | Линдси Шокли                   | 11 ноября 2014  | 0,77                |
| 4  | «Sell It» «Продай это»                                                  | Виктор Нелли мл. | Микаэла Уоткинс и Дэймон Джонс | 18 ноября 2014  | 0,75                |
| 5  | «Shark, Actually» «Акула, фактически»                                   | Тристрам Шапиро  | Джоанна Кало                   | 25 ноября 2014  | 0,78                |
| 6  | «Rights & Wrongs» «Правда и ложь»                                       | Виктор Нелли мл. | Джон Энбом                     | 2 декабря 2014  | 0,93                |
| 7  | «Curry Favor» «Выслужиться»                                             | Джон Энбом       | Микаэла Уоткинс и Дэймон Джонс | 9 декабря 2014  | 1,00                |
| 8  | «Diamond Is a Girl's Worst Friend» «Бриллианты — худшие друзья девушки» | Тристрам Шапиро  | Бен Смит                       | 16 декабря 2014 | 0,75                |
| 9  | «A New Development» «Новое развитие»                                    | Майкл Макдональд | Джим Кэшман                    | 23 декабря 2014 | 0,87                |
| 10 | «Solitary Refinement» «Точечные уточнения»                              | Майкл Макдональд | Джессика Конрад                | 23 декабря 2014 | 0,64                |
| 11 | «Campaign Contributions» «Взносы в избирательную кампанию»              | Эрик Аппель      | Эри Берковитц и Скотт Ханском  | 30 декабря 2014 | 0,85                |
| 12 | «Brief Encounters» «Короткая встреча»                                   | Эрик Аппель      | Энди Берман и Линдси Шокли     | 30 декабря 2014 | 0,72                |